# فرط تنسج البطانة الوعائية الحديثة
يُشيرُ فرطُ تنسُّجِ البِطانَة الوِعائيَّة الحَديثَةُ إِلى نموّ، تكاثُر، زيادةُ عددِ، وهجرة خلايا العضلاتِ الملساءِ في الشرايينِ -تحديداً في طَبقةِ بطانةِ الشريانِ-؛ ممّا يُؤدي إلى زيادةِ سمكِ جدار الشّريانِ وتقليص قطرِ تجويفهِ الداخليّ. يعدُّ فرطُ تنسُّجِ البِطانَة الوِعائيَّة الحَديثَةُ السَبب الرّئيسيّ لتكرارِ تضييّق الشرايينِ التّاجية بعد اجراءِ القسطرةِ ووضع الشبكات(الدّعامات). يُستعمل مصطلحُ «البطانة الوعائية الجديدة»؛ كونَ الخلايا في أماكنِ فرطِ التّنسّجِ تمتلكُ خصائِصَ مشابهةً لخلايا البِطانةِ وخلايا الشريانِ الطبيعيةِ.

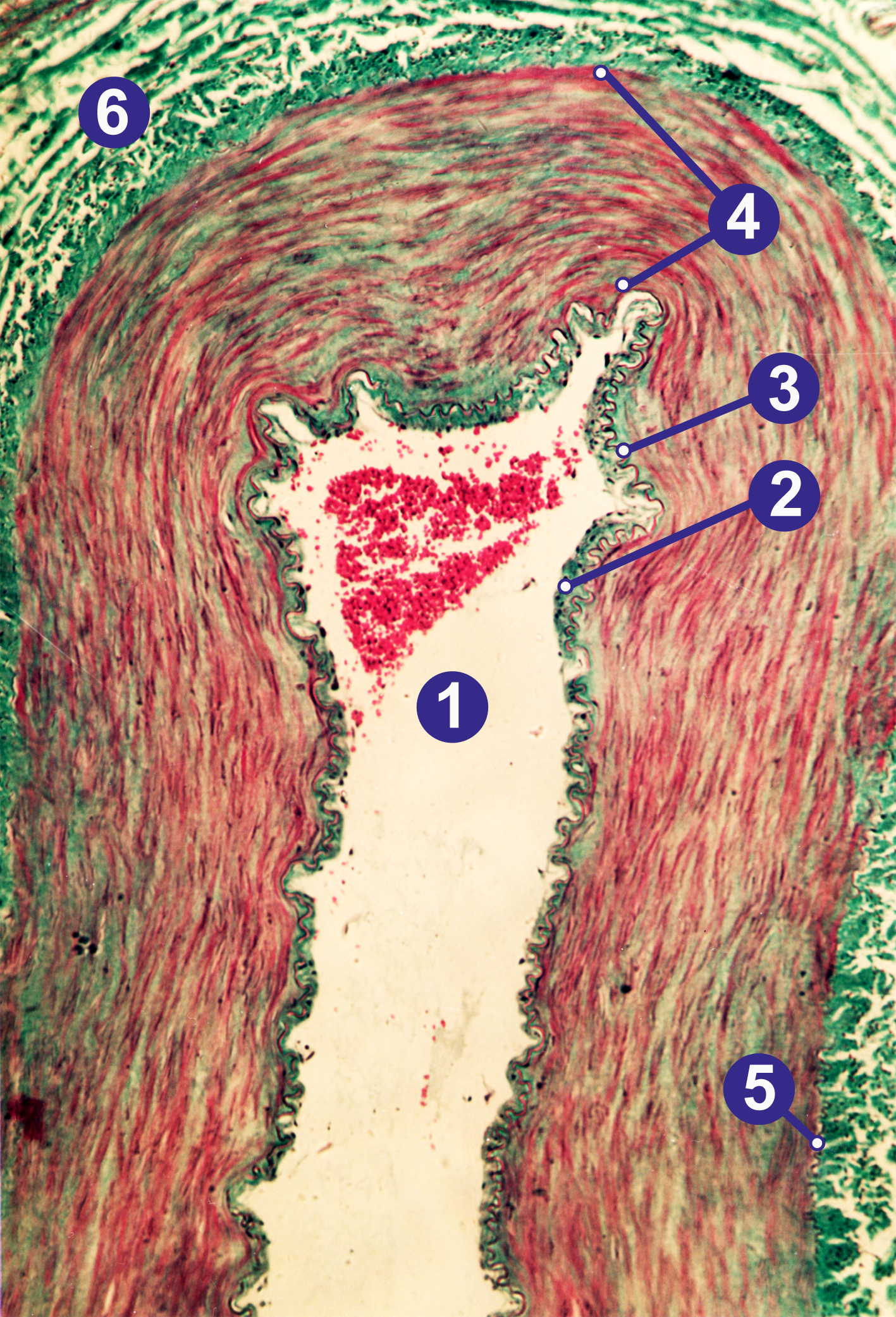
صورة تمثّلُ طبقاتِ الوعاء الدموي 1-تمثيل التجويف الداخلي للشريان 2- بطانة الشريان 3-الغشاء المرن الغائر 4-الغلالة الوسطية 5- الغشاء المرن الظاهر 6-الغلالة الخارجية أو البرانية

## الأسباب
يَبدأ تكوّنُ فرطُ تنسُّجِ البِطانَة الوِعائيَّة الحَديثَةُ مع تَلَفِ أو تَضَرُّرِ جِدارِ الشريانِ، متبوعاً بِتراكُم الصفائِح الدّمويةِ في مكانِ الإصابَة واستقطابِ الخلايا المناعيّة، نمو الخلايا العضلية الملساء وهجرتِها، وترسب الكولاجينِ وتراكمِه.
الإصاباتُ الميكانيكية للشريانِ والّتي تنتُجُ من عملياتِ الشّد والضغطِ على الجدارِ -كما ف حالاتِ استخدام بالونِ القسطرةِ- تَتَسببُ في إعادةِ استقطابِ وتحفيزِ الخلايا المناعيةِ مثلَ خلايا الدمِ البيضاءِ الوحيدةِ، الخلايا الُمتعادلةِ، والخلايا الأكولة(البلاعِم)، والأخيرة بحد ذاتها تُظهِرُ عدة عواملِ نموً، سيتوكينات، وإنزيماتٍ تعملُ لتسهل هجرةَ ونموَ الخلايا العضلية الملساء.
وُجِدَ أنَّ البروتين سي التفاعلي -والّذي يُعدُّ وسيطاً وَواسِماً مهماً لعملية الالتهاب- مُرتَبِطٌ بهذه الحالةِ، ولكنّ طبيعة ارتباطهِ ومعرفةِ إن كانَ عاملَ خطوةٍ أو مسَبِباً رئيسياً لا يزالُ مجهولاً.

## الوقاية
بعدَ استخدامِ الدّعاماتِ -الشبكاتِ- الباعثةِ لإشعاعِ بيتا- بسببِ نظيرِ الفسفورِ المشعِّ- في أفاتِ الشرايينِ التاجيةِ، فإن النتائج أظهرت تثبيطاً لنموِّ فرطُ تنسُّجِ البِطانَة الوِعائيَّة الحَديثَةُ بطريقةٍ تتناسبُ طردياً مع جرعةِ الإشعاع. بعدَ ستةِ أشهرِ متابعةً للمريض عقب استخدامِ الدعامةِ المُشعةِ ظهرَت آثارٌ جانبيةٌ قليلةٌ. ومَعَ ذلكَ، أظهَرَت بعضُ الدّراساتِ الحديثَةِ أن هؤلاءِ الأشخاص – الذّين زرعوا الدّعامة المشعة- قد أظهروا تثبيطاً لتزايدِ نمو وتوسّعِ فرطُ تنسُّجِ البِطانَة الوِعائيَّة الحَديثَةُ بعدَ سَنَةٍ مِنَ الزراعةِ، وهذا يدلُّ على أنها تساعدُ على تثبيطِ وإبطاءِ نموّ فرطُ تنسُّجِ البِطانَة الوِعائيَّة الحَديثَةُ وليسَ منعَ تكوينها والوِقايةِ منها.
يتمُّ استخدام الدعاماتِ المحمَّلةِ بالدّواءِ والمُغطّاةِ بموادٍ كيميائيّة مضادةٍ للتكاثرِ لمواجهةِ فرطُ تنسُّجِ البِطانَة الوِعائيَّة الحَديثَةُ بعدَ زرعِ الدعامةِ. الدّعامات المُحملةُ بدواءِ الريسفيراترول أوالكيرسيتين تُعدُّ واعِدةً مع انخفاضٍ ملحوظٍ في فرطُ تنسُّجِ البِطانَة الوِعائيَّة الحَديثَةُ مقارنةً مع الدعاماتِ العادية- الغير محملةً الدواء-.

## العلاج
مضاداتُ الالتهابِ مفيدةٌ في الحدِ من ظهورِ فرطُ تنسُّجِ البِطانَة الوِعائيَّة الحَديثَةُ. أدى استخدامُ الانترلوكين 10 على الأرانبِ إلى تخفيضِ العملِ الوظيفيّ للخلايا الوحيدة، تثبيطِ التصاقِ خلايا الدم البيضاء، وتقليل انتاجِ الأجسامِ المضادةِ، مما أدى بدوره إلى تقليل تكونِ فرطُ تنسُّجِ البِطانَة الوِعائيَّة الحَديثَةُ بعد القسطرةِ وزرعِ الدّعامةِ.
أظهرَ علاجُ أمراض القلبِ والأوعية الدمويِ القائمُ على أكسيدِ النتريكِ نتائجَ واعدةً لعلاجِ فرطُ تنسُّجِ البِطانَة الوِعائيَّة الحَديثَةُ. رغمَ ذلك، فإنَّ صعوبة استخدامهِ واطلاقهِ موضعياً أدّت للحدّ من استخدامهِ.
تُعدُّ اللّفافات الحول وعائية والمدعومةُ ببعضِ البوليمراتِ محورَ اهتمامٍ متزايدٍ للاستخدام في توصيل أكسيد النتريك لعلاج فرطُ تنسُّجِ البِطانَة الوِعائيَّة الحَديثَةُ.
اكسندين4-والّذي يمثّل ناهِضاً لمستقبلِ الببتيد شبيهِ الجلوكاجون 1- يستخدمُ في علاج سكريّ النوعِ الثاني ويثبطُ فرطُ تنسُّجِ البِطانَة الوِعائيَّة الحَديثَةُ. يعكسُ استخدامُ مثبطاتِ كيناز البروتينِ من نوع ألف عملَ الاكسندين4، ذلك يوحي أنّ عمل الاكسندين4 يتضمنُ مسار حادي فسفات الادينوسين الحلقي-كيناز البروتين ألف. الاكسندين4 يثبطُ تكوين عاملِ نخرِ الورمِ من قِبَلِ البلاعمِ والّذي قد يلعبُ دوراً في فرطُ تنسُّجِ البِطانَة الوِعائيَّة الحَديثَةُ.